# Puerto espejo
El puerto espejo o port mirroring es utilizado con un switch de red para enviar copias de paquetes de red vistos en un puerto del switch (o una VLAN entera) a una conexión de red monitoreada en otro puerto del switch. Esto es comúnmente utilizado para aplicaciones de red que requieren monitorear el tráfico de la red, tal como un IDS (Intrusion Detection System).
El puerto espejo en un sistema de switch Cisco generalmente se refiere a un Analizador de Puertos del switch (Switched Port Analyzer; SPAN) algunas otras marcas usan otros nombres para esto, tal como Roving Analysis Port (RAP) en los switches 3Com.
Ver abajo un ejemplo de una configuración SPAN en un switch Cisco 2950
```
Monitor session 1 source interface fastethernet 0/1 , 0/2 , 0/3
Monitor session 1 destination interface fastethernet 0/4 encap ingress vlan 1

```

Los espejos de arriba para datos en espejo desde los puertos 0/1, 0/2 y 0/3 hasta el puerto de destino 0/4 usando la etiqueta vlan1 para el VLAN.
Para mostrar el estado de una sesión de seguimiento SPAN utilice el comando.
```
show monitor session 1

```

...donde 1 es el número de la sesión de la declaración anterior.